# 萧澍
萧澍，直隶青县（今河北青县）人，是一名清朝政治人物。
萧澍曾于1731年接替高国楹任崇明县知县一职，1732年由高国楹接任。